# 惠特蘭鎮區 (密歇根州薩尼拉克縣)
惠特蘭鎮區（英語：Wheatland Township）是位於美國密歇根州薩尼拉克縣的一個行政鎮區。

## 地方資料
惠特蘭鎮區的面積為94.30平方千米，當中陸地面積為94.20平方千米，而水域面積為0.10平方千米。根據2020年美國人口普查的數據，當地共有人口416人，而人口密度為每平方千米4.41人。